# Marina Stavenhagen
Marina Stavenhagen (Ciudad de México, 16 de julio de 1962) es una guionista, escritora y directora de cine mexicana. Es hija de los antropólogos Rodolfo Stavenhagen y María Eugenia Vargas. Su familia llegó a México huyendo de la Alemania Nazi.
Estudió Ciencias de la Comunicación en la Universidad Autónoma Metropolitana y guionismo en el Centro de Capacitación Cinematográfica, mismo lugar en el que ha ejercido como profesora.
Su trabajo se ha enfocado en los temas sociales de México, tales como la guerrilla o los movimientos armados o estudiantiles, y también se ha dedicado a fomentar la exhibición de una "identidad nacional" en el cine mexicano. Stavehagen ha señalado la dificultad y la crisis por la falta de apoyo en la que viven los cineastas mexicanos.
Participó en la elaboración de guion para los largometrajes En medio de la nada, de Hugo Rodríguez (1992) y De la calle, de Gerardo Tort (2000), película con la que obtuvo un Premio Ariel al Mejor Guion, el premio a la Mejor Ópera Prima del Festival de San Sebastián y la Diosa de Plata 2002. Volvió a trabajar con Tort en el documental La guerrilla y la esperanza. Lucio Cabañas en el 2005.

## Cargos
De 2007 a 2012, fue directora del Instituto Mexicano de Cinematografía (Imcine), donde también fue directora de Difusión y Promoción. También fundó y dirigió las primeras tres ediciones del Festival Internacional de Escuelas de Cine, y coordinó el Festival Internacional de Video y Artes Electrónicas Vid@rte.
Fue miembro del Sistema Nacional de Creadores, de la junta directiva del Festival de Cine para Niños y presidenta de la Asociación de Mujeres en el Cine y la Televisión en México.

### Imcine
En su gestión como directora de IMCINE, Stavenhagen optó por mantener un presupuesto modesto. Sin embargo, la Secretaría de la Función Pública la sancionó  e inhabilitó para ocupar cualquier cargo público durante diez años. El exsecretario técnico del Fondo de Inversión y Estímulos al Cine (Fidecine) fue multado con la misma inhabilitación.
Luego de más de 5 años de iniciado el procedimiento del Órgano Interno de Control en su contra, el 6 de febrero de 2018 el Tribunal Federal de Justicia Administrativa emitió finalmente una sentencia definitiva que explícitamente la exonera de cualquier acusación, ya que no existe falta alguna, daño patrimonial, o conflicto de intereses que perseguir en su actuación al frente del IMCINE.
En el 2013, después de ser directora del IMCINE, retomó su carrera como guionista y escritora, retomando el guion de Lucio Cabañas.

## Premios
El gobierno francés le otorgó la Condecoración de las Artes y las Letras, por su labor como promotora de la cultura francesa a través de su trabajo en elFestival de Cine Francés en Acapulco.

## Filmografía

### Escritora
- La guerrilla y la esperanza: Lucio Cabañas (2005)
- La última noche (2003)
- De la calle (2001)
- En medio de la nada (1994)
- Dentro de la noche (1991)
- La última luna (1990)

### Directora
- Sonata de luna (1992)
- Amor y venganza (1991)